# ザンジバル・グレイハウンド
ザンジバル・グレイハウンド（英：Zanzibar Greyhound）とは、ザンジバル原産のグレイハウンド犬種である。ザンジバル・ドッグ（英：Zanzibar Dog）と呼ばれる事もある。もともと希少な犬種であるが、現在の生存状況は不明である。

## 歴史
ザンジバル島に入植してきた移民が連れてきたイングリッシュ・グレイハウンドやイビザン・ハウンド、サルーキなどのサイトハウンドタイプの犬種が島内のパリアタイプの犬種と混血して自然に出来上がった犬種である。さまざまな土着の生物を狩るのに使われていた他、番犬として家を守り、不審な侵入者にはサイトハウンドの持つ自慢の脚力で走って追いかけ、捕らえたりもしていた。国外には19世紀に紹介され、1頭がフランスの動物学者、ピエール・メニュエンに贈られて研究された。20世紀頃になると原因は定かではないが激減し、現在の安否は分からない。絶滅している可能性が非常に高く、もし生き残っているとしても絶滅寸前であると考えられてい
る。

## 特徴
典型的なグレイハウンドの姿をしているが、やや筋肉質の引き締まった体つきで、小さな立ち耳である。尾は飾り毛のないサーベル形の垂れ尾で、長い。ショートコートは硬く、毛色はホワイト・アンド・ブラック、ホワイト・アンド・レットなど。体高68cm前後の大型犬で、性格は忠実で勇敢だが、警戒心が強い。

## 参考
- 『デズモンド・モリスの犬種事典』（誠文堂新光社）デズモンド・モリス著書、福山英也、大木卓訳 誠文堂新光社、2007年